# Alex Parks
Alexandra Rebecca Parks (ur. 26 lipca 1984 w Mount Hawke) – angielska piosenkarka i kompozytorka znana z wygranej Fame Academy w 2003 roku oraz z albumów Introduction oraz Honesty.
Parks zaczęła komponować w wieku 13 lat. Studiowała teatr i występy, w tym samym czasie występowała jako wokalistka lokalnego zespołu One Trick Pony. W tym czasie poznała indie rock, folk i rock oraz zaczęła grać na gitarze. Zespół ostatecznie się rozpadł, ale Parks kontynuowała pisanie piosenek.
W imieniu Alex jej ojciec złożył aplikację w telewizji BBC do Fame Academy w 2003 roku. Parks wygrała i miała okazję, by zaśpiewać swoją piosenkę "Maybe That's What It Takes" szerszej widowni. Singiel został wydany 17 listopada 2003 roku i dotarł do 3 miejsca Brytyjskiej Listy Przebojów w następnym tygodniu. Jej debiutancki album Introduction został sprzedany w ilości 500 tysięcy egzemplarzy.
Po wydaniu drugiego singla Cry w lutym 2004 roku, Parks zniknęła z życia publicznego na 18 miesięcy, by pracować nad swoim drugim albumem Honesty. Album nie osiągnął takiego sukcesu jak debiut, dochodząc do 24 pozycji na liście przebojów. Parks zagrała serię koncertów w Edynburgu, Manchesterze, Birmingham i Kornwalii, kończąc w londyńskim Shepherd’s Bush Empire 10 lutego 2006 roku.
Alex Parks jest lesbijką, była w związku z wokalistką zespołu Speedway – Jill Jackson (od 2003 do 2006 roku).